# Selección de fútbol sub-17 de Escocia
La selección de fútbol sub-17 de Escocia es el equipo que representa al país en la Copa Mundial de Fútbol Sub-17 y en la Eurocopa Sub-17, y es controlada por la Asociación Escocesa de Fútbol.

## Historia
Ha participado en siete ocasiones de la Eurocopa Sub-17. En 2014 alcanzó las semifinales, siendo enta su mejor participación.

## Resultados en torneos internacionales

### Copa Mundial de Fútbol Sub-17
| Año   | Ronda                                 | Posición                              | PJ                                    | PG                                    | PE                                    | PP                                    | GF                                    | GC                                    |
| ----- | ------------------------------------- | ------------------------------------- | ------------------------------------- | ------------------------------------- | ------------------------------------- | ------------------------------------- | ------------------------------------- | ------------------------------------- |
| 1985  | No clasificó                          | No clasificó                          | No clasificó                          | No clasificó                          | No clasificó                          | No clasificó                          | No clasificó                          | No clasificó                          |
| 1987  | No clasificó                          | No clasificó                          | No clasificó                          | No clasificó                          | No clasificó                          | No clasificó                          | No clasificó                          | No clasificó                          |
| 1989  | Subcampeón                            | 2.º                                   | 6                                     | 3                                     | 3                                     | 0                                     | 8                                     | 4                                     |
| 1991  | No clasificó                          | No clasificó                          | No clasificó                          | No clasificó                          | No clasificó                          | No clasificó                          | No clasificó                          | No clasificó                          |
| 1993  | No clasificó                          | No clasificó                          | No clasificó                          | No clasificó                          | No clasificó                          | No clasificó                          | No clasificó                          | No clasificó                          |
| 1995  | No clasificó                          | No clasificó                          | No clasificó                          | No clasificó                          | No clasificó                          | No clasificó                          | No clasificó                          | No clasificó                          |
| 1997  | No clasificó                          | No clasificó                          | No clasificó                          | No clasificó                          | No clasificó                          | No clasificó                          | No clasificó                          | No clasificó                          |
| 1999  | No clasificó                          | No clasificó                          | No clasificó                          | No clasificó                          | No clasificó                          | No clasificó                          | No clasificó                          | No clasificó                          |
| 2001  | No clasificó                          | No clasificó                          | No clasificó                          | No clasificó                          | No clasificó                          | No clasificó                          | No clasificó                          | No clasificó                          |
| 2003  | No clasificó                          | No clasificó                          | No clasificó                          | No clasificó                          | No clasificó                          | No clasificó                          | No clasificó                          | No clasificó                          |
| 2005  | No clasificó                          | No clasificó                          | No clasificó                          | No clasificó                          | No clasificó                          | No clasificó                          | No clasificó                          | No clasificó                          |
| 2007  | No clasificó                          | No clasificó                          | No clasificó                          | No clasificó                          | No clasificó                          | No clasificó                          | No clasificó                          | No clasificó                          |
| 2009  | No clasificó                          | No clasificó                          | No clasificó                          | No clasificó                          | No clasificó                          | No clasificó                          | No clasificó                          | No clasificó                          |
| 2011  | No clasificó                          | No clasificó                          | No clasificó                          | No clasificó                          | No clasificó                          | No clasificó                          | No clasificó                          | No clasificó                          |
| 2013  | No clasificó                          | No clasificó                          | No clasificó                          | No clasificó                          | No clasificó                          | No clasificó                          | No clasificó                          | No clasificó                          |
| 2015  | No clasificó                          | No clasificó                          | No clasificó                          | No clasificó                          | No clasificó                          | No clasificó                          | No clasificó                          | No clasificó                          |
| 2017  | No clasificó                          | No clasificó                          | No clasificó                          | No clasificó                          | No clasificó                          | No clasificó                          | No clasificó                          | No clasificó                          |
| 2019  | No clasificó                          | No clasificó                          | No clasificó                          | No clasificó                          | No clasificó                          | No clasificó                          | No clasificó                          | No clasificó                          |
| 2021  | Cancelado por la Pandemia de COVID-19 | Cancelado por la Pandemia de COVID-19 | Cancelado por la Pandemia de COVID-19 | Cancelado por la Pandemia de COVID-19 | Cancelado por la Pandemia de COVID-19 | Cancelado por la Pandemia de COVID-19 | Cancelado por la Pandemia de COVID-19 | Cancelado por la Pandemia de COVID-19 |
| 2023  | No clasificó                          | No clasificó                          | No clasificó                          | No clasificó                          | No clasificó                          | No clasificó                          | No clasificó                          | No clasificó                          |
| 2025  | Por definirse                         | Por definirse                         | Por definirse                         | Por definirse                         | Por definirse                         | Por definirse                         | Por definirse                         | Por definirse                         |
| Total | 1/19                                  | 45°                                   | 6                                     | 3                                     | 3                                     | 0                                     | 8                                     | 4                                     |

### Eurocopa sub-17
Entre 1982 y 2001 eran representados por selecciones sub-16.
| Año   | Ronda                                      | PJ                                         | PG                                         | PE                                         | PP                                         | GF                                         | GC                                         |                                            |
| ----- | ------------------------------------------ | ------------------------------------------ | ------------------------------------------ | ------------------------------------------ | ------------------------------------------ | ------------------------------------------ | ------------------------------------------ | ------------------------------------------ |
| 2002  | No se clasificó                            | No se clasificó                            | No se clasificó                            | No se clasificó                            | No se clasificó                            | No se clasificó                            | No se clasificó                            | No se clasificó                            |
| 2003  | No se clasificó                            | No se clasificó                            | No se clasificó                            | No se clasificó                            | No se clasificó                            | No se clasificó                            | No se clasificó                            | No se clasificó                            |
| 2004  | No se clasificó                            | No se clasificó                            | No se clasificó                            | No se clasificó                            | No se clasificó                            | No se clasificó                            | No se clasificó                            | No se clasificó                            |
| 2005  | No se clasificó                            | No se clasificó                            | No se clasificó                            | No se clasificó                            | No se clasificó                            | No se clasificó                            | No se clasificó                            | No se clasificó                            |
| 2006  | No se clasificó                            | No se clasificó                            | No se clasificó                            | No se clasificó                            | No se clasificó                            | No se clasificó                            | No se clasificó                            | No se clasificó                            |
| 2007  | No se clasificó                            | No se clasificó                            | No se clasificó                            | No se clasificó                            | No se clasificó                            | No se clasificó                            | No se clasificó                            | No se clasificó                            |
| 2008  | Fase de grupos                             | 3                                          | 0                                          | 0                                          | 3                                          | 0                                          | 5                                          |                                            |
| 2009  | No se clasificó                            | No se clasificó                            | No se clasificó                            | No se clasificó                            | No se clasificó                            | No se clasificó                            | No se clasificó                            | No se clasificó                            |
| 2010  | No se clasificó                            | No se clasificó                            | No se clasificó                            | No se clasificó                            | No se clasificó                            | No se clasificó                            | No se clasificó                            | No se clasificó                            |
| 2011  | No se clasificó                            | No se clasificó                            | No se clasificó                            | No se clasificó                            | No se clasificó                            | No se clasificó                            | No se clasificó                            | No se clasificó                            |
| 2012  | No se clasificó                            | No se clasificó                            | No se clasificó                            | No se clasificó                            | No se clasificó                            | No se clasificó                            | No se clasificó                            | No se clasificó                            |
| 2013  | No se clasificó                            | No se clasificó                            | No se clasificó                            | No se clasificó                            | No se clasificó                            | No se clasificó                            | No se clasificó                            | No se clasificó                            |
| 2014  | Semifinales                                | 4                                          | 2                                          | 0                                          | 2                                          | 4                                          | 8                                          |                                            |
| 2015  | Fase de grupos                             | 3                                          | 0                                          | 0                                          | 3                                          | 0                                          | 8                                          |                                            |
| 2016  | Fase de grupos                             | 3                                          | 0                                          | 0                                          | 3                                          | 0                                          | 5                                          |                                            |
| 2017  | Fase de grupos                             | 3                                          | 1                                          | 1                                          | 1                                          | 4                                          | 3                                          |                                            |
| 2018  | No se clasificó                            | No se clasificó                            | No se clasificó                            | No se clasificó                            | No se clasificó                            | No se clasificó                            | No se clasificó                            | No se clasificó                            |
| 2019  | No se clasificó                            | No se clasificó                            | No se clasificó                            | No se clasificó                            | No se clasificó                            | No se clasificó                            | No se clasificó                            | No se clasificó                            |
| 2020  | Cancelado debido a la pandemia de COVID-19 | Cancelado debido a la pandemia de COVID-19 | Cancelado debido a la pandemia de COVID-19 | Cancelado debido a la pandemia de COVID-19 | Cancelado debido a la pandemia de COVID-19 | Cancelado debido a la pandemia de COVID-19 | Cancelado debido a la pandemia de COVID-19 | Cancelado debido a la pandemia de COVID-19 |
| 2021  | Cancelado debido a la pandemia de COVID-19 | Cancelado debido a la pandemia de COVID-19 | Cancelado debido a la pandemia de COVID-19 | Cancelado debido a la pandemia de COVID-19 | Cancelado debido a la pandemia de COVID-19 | Cancelado debido a la pandemia de COVID-19 | Cancelado debido a la pandemia de COVID-19 | Cancelado debido a la pandemia de COVID-19 |
| 2022  | Fase de grupos                             | 3                                          | 0                                          | 0                                          | 3                                          | 2                                          | 9                                          |                                            |
| 2023  | Fase de grupos                             | 3                                          | 0                                          | 0                                          | 3                                          | 2                                          | 8                                          |                                            |
| 2024  | No se clasificó                            | No se clasificó                            | No se clasificó                            | No se clasificó                            | No se clasificó                            | No se clasificó                            | No se clasificó                            | No se clasificó                            |
| Total | 7/21                                       | 22                                         | 3                                          | 1                                          | 18                                         | 12                                         | 46                                         |                                            |

## Jugadores

### Equipo actual
Se seleccionaron los siguientes jugadores para el Campeonato de Europa Sub-17 de la UEFA 2016 en Azerbaiyán.
| #                  | Nombre           | Posición      | Edad | PJ | Goles | Club                 |
| ------------------ | ---------------- | ------------- | ---- | -- | ----- | -------------------- |
|                    | Aidan McAdams    | Portero       | 17   | 8  | 0     | Celtic               |
|                    | Kieran Wright    | Portero       | 17   | 1  | 0     | Rangers              |
|                    | Daniel Baur      | Defensor      | 17   | 7  | 0     | Heart of Midlothian  |
|                    | Tony Gallacher   | Defensor      | 17   | 7  | 0     | Falkirk              |
|                    | Liam Hegarty     | Defensor      | 17   | 3  | 0     | Middlesbrough        |
|                    | Dan Meredith     | Defensor      | 17   | 8  | 0     | West Bromwich Albion |
|                    | Aidan Wilson     | Defensor      | 17   | 2  | 0     | Rangers              |
|                    | Liam Burt        | Mediocampista | 17   | 13 | 1     | Rangers              |
|                    | Jordan Holsgrove | Mediocampista | 17   | 1  | 0     | Reading              |
|                    | Fraser Hornby    | Mediocampista | 17   | 5  | 0     | Everton              |
|                    | Kyle McAllister  | Mediocampista | 17   | 7  | 0     | Saint Mirren         |
|                    | Jack Thomson     | Mediocampista | 16   | 0  | 0     | Rangers              |
|                    | Broque Watson    | Mediocampista | 17   | 6  | 2     | Celtic               |
|                    | Jack Adamson     | Delantero     | 17   | 3  | 0     | Rangers              |
|                    | Jack Aitchison   | Delantero     | 16   | 9  | 1     | Celtic               |
|                    | Connor McLennan  | Delantero     | 17   | 4  | 1     | Aberdeen             |
|                    | Lewis Morrison   | Delantero     | 17   | 11 | 4     | Kilmarnock           |
|                    | Zak Rudden       | Delantero     | 17   | 4  | 0     | Rangers              |
| Bandera de Escocia | Steven Pressley  | Entrenador    |      |    |       |                      |